# Camminata sulle nocche

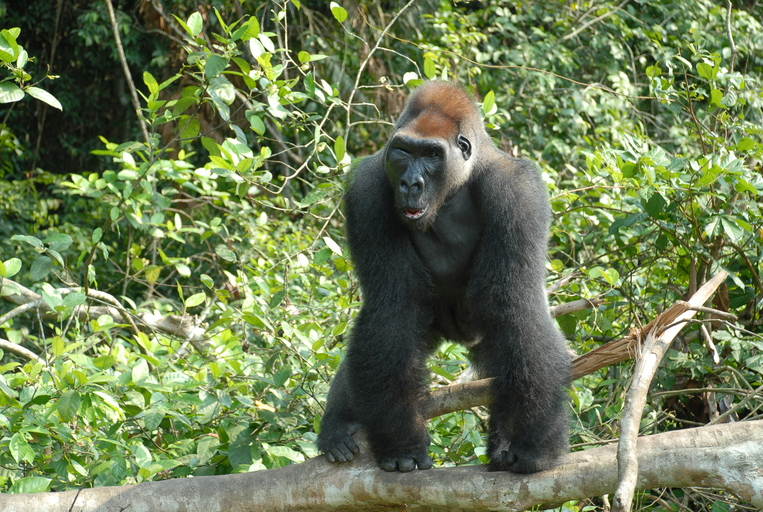
Maschio di gorilla occidentale (Gorilla gorilla) che cammina sulle nocche.

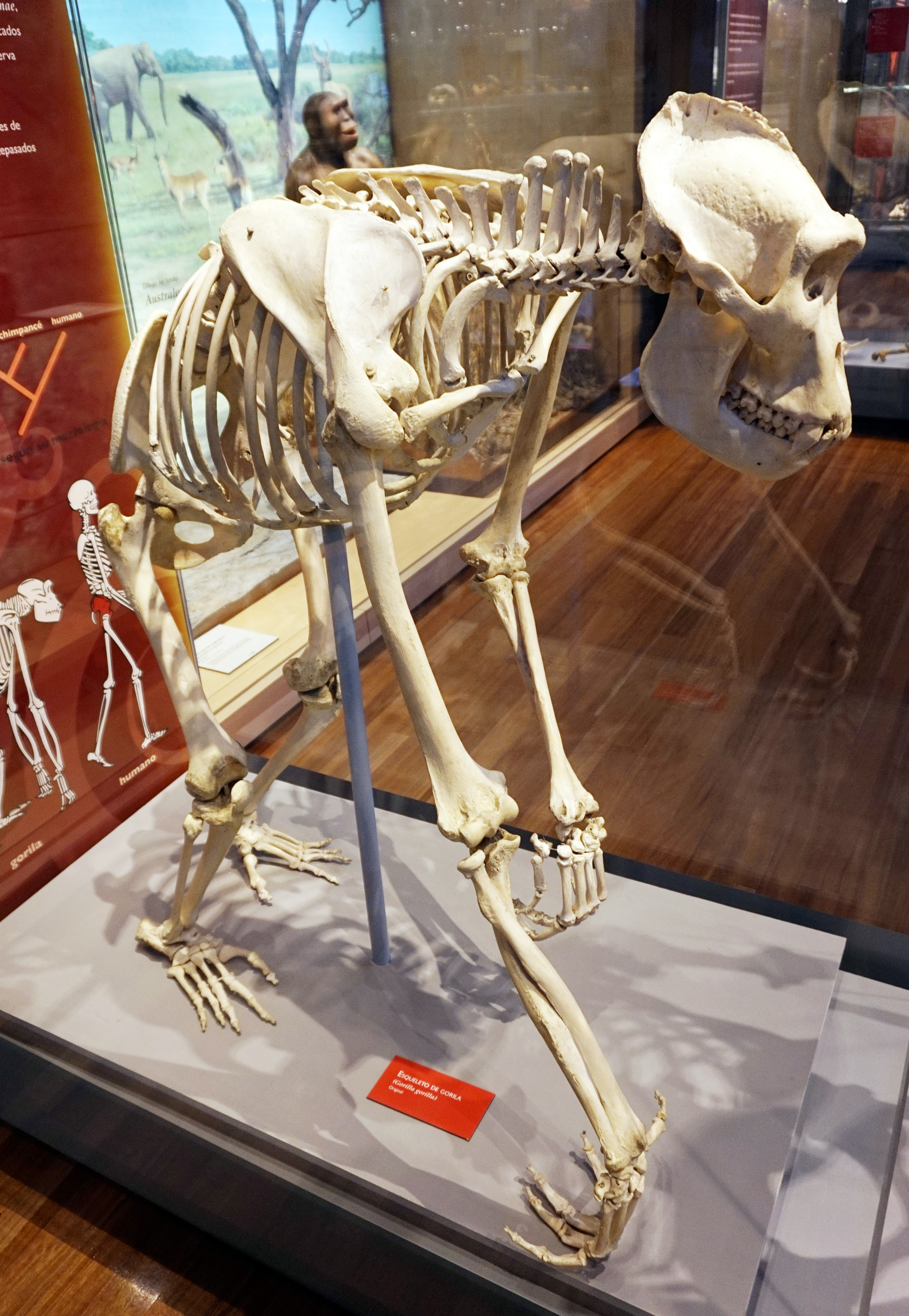
Scheletro di Gorilla gorilla al Museo Nacional de Ciencias Naturales di Madrid.

La camminata sulle nocche è il tipo di locomozione quadrupede praticato da Gorilla e scimpanzé in cui gli arti anteriori non fanno perno sulle palme delle mani, così come avviene negli arti posteriori, bensì sulle nocche.
Un animale che cammina sulle nocche tiene la mano allineata con l'avambraccio e piega le dita alla seconda articolazione, in modo tale che le falangi medie si appiattiscano per terra. Ci sono differenze tra gli scimpanzé e i gorilla, la maggior parte delle quali collegate alle dimensioni, come ad esempio il numero di falangi che toccano terra, ma la meccanica è quasi identica. Per evitare che il polso o il palmo cedano sotto il peso della parte anteriore del corpo, molte delle articolazioni coinvolte hanno caratteristiche tali volte alla stabilizzazione. Queste comprendono creste d'osso che tengono le articolazioni in posizione, nonché sporgenze ossee usate dai muscoli come punto d'appoggio per portare il polso e la mano nella posizione giusta.
Il confronto tra le ossa del polso di scimpanzé e gorilla ha dimostrato che nelle due forme la camminata sulle nocche si è sviluppata indipendentemente l'una dall'altra, pertanto il loro ultimo antenato comune non mostrava ancora questo tipo di deambulazione. Dal momento che gorilla e scimpanzé non sono specie sorelle, ne consegue che anche gli Hominini - le specie appartenenti alla linea evolutiva cui appartiene l'uomo - non discendono da antenati che camminavano sulle nocche.